# Duchesse de Bourgogne
Duchesse de Bourgogne – piwo produkowane w Belgii przez browar Verhaeghe (Brouwerij Verhaghe). Warzone jest w starym flamandzkim stylu Red Ale i poddawane leżakowaniu w beczkach dębowych przez 18 miesięcy. Przed rozlaniem do butelek 18-miesięczne piwo mieszane jest z piwem 8-miesięcznym. Duchesse de Bourgogne czyli Księżna Burgundii wywodzi swoją nazwę od córki Karola Śmiałego - Maryi Burgundii. Piwo zawiera 16% Blg i 6,2% alkoholu i charakteryzuje się kwaśnym, owocowym smakiem i aromatem, przypominającym wina owocowe lub musujące.